# Stančo Kolev
Stančo Kolev Ivanov (in bulgaro Станчо Колев Иванов?; Hristianovo, 11 aprile 1937) è un ex lottatore bulgaro, specializzato nella lotta libera, vincitore della medaglia d'argento ai Giochi olimpici estivi di Roma 1960 e Tokyo 1964 nei pesi piuma..

## Palmarès
- Giochi olimpici

Roma 1960: argento nei pesi piuma (-62 kg);
Tokyo 1964: argento nei pesi piuma (-62 kg);
- Mondiali

Teheran 1959: argento nei -63 kg:
Sofia 1963: bronzo nei -63 kg;
Manchester 1965: argento nei -63 kg;